# Walter Andrae

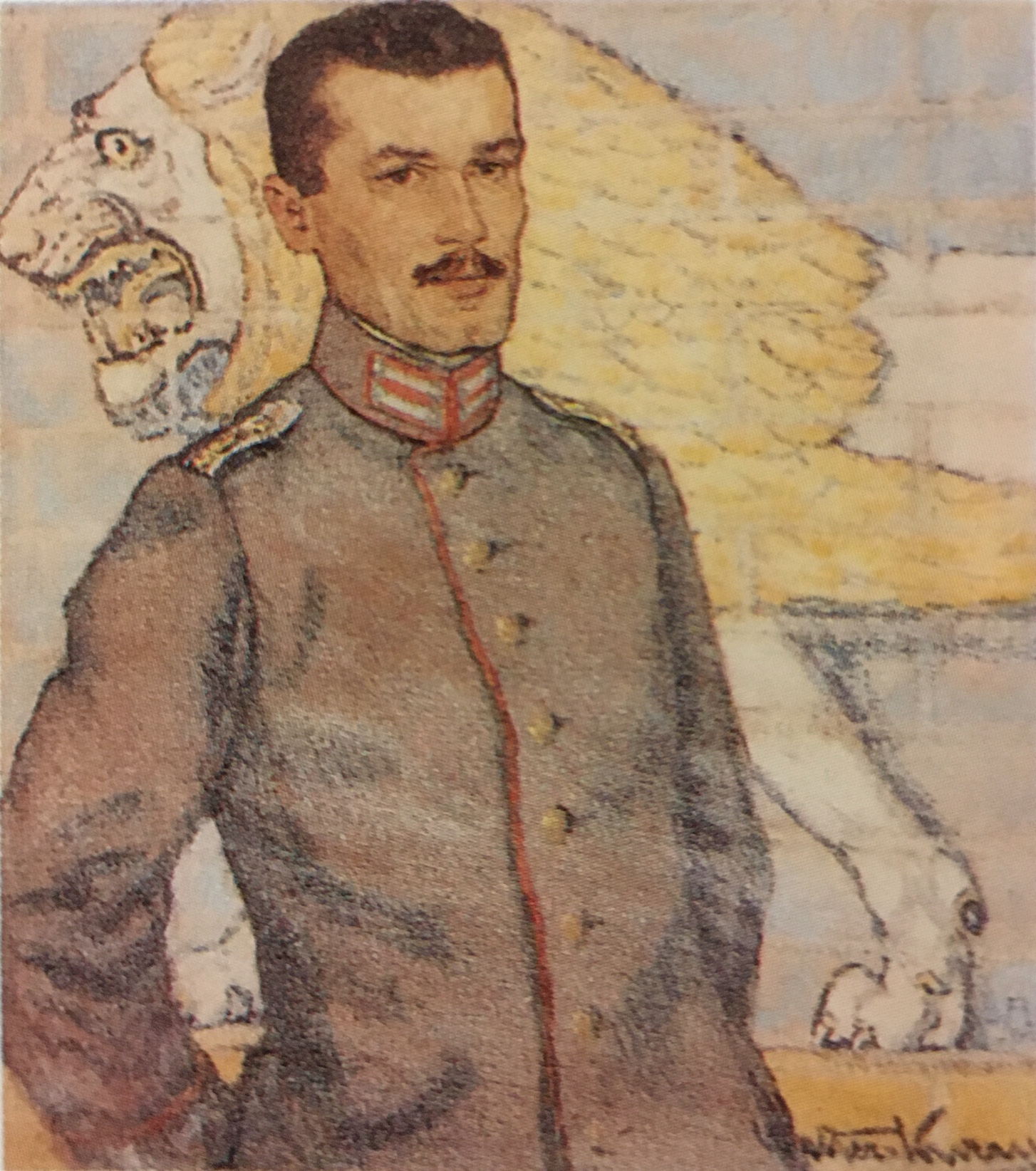
Walter Andrae 1915, Gemälde von Johann Walter-Kurau

Ernst Walter Andrae (* 18. Februar 1875 in Anger bei Leipzig; † 28. Juli 1956 in Berlin; gelegentlich auch Walter Ernst Andrae) war ein deutscher Bauforscher und Vorderasiatischer Archäologe.

## Leben und Wirken

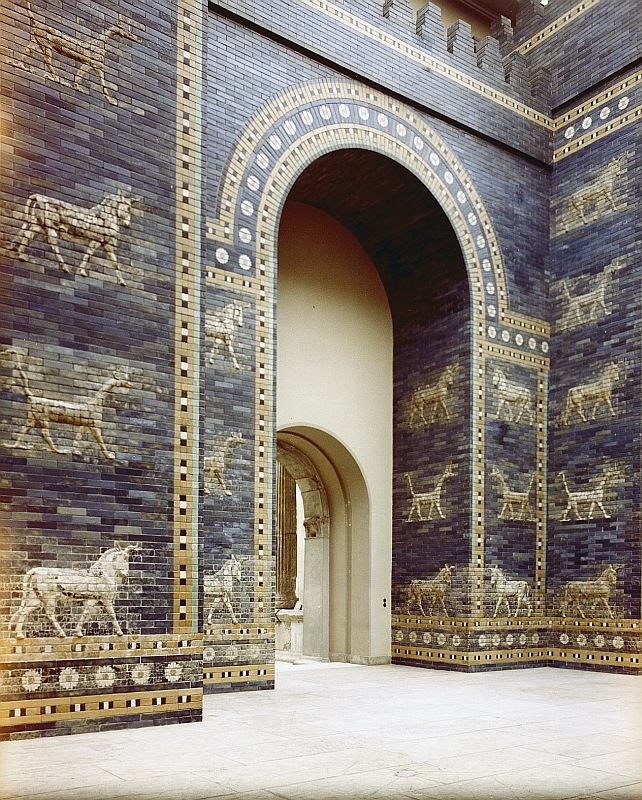
Ischtar-Tor, rekonstruiert nach Walter Andraes Aquarellen der Fundstücke in Babylon aus den Jahren 1899 bis 1902

Walter Andrae war der Sohn des Geheimen Oberbaurates Carl Hermann Andrae und dessen Frau Auguste Sidonie, geborene Schmidt. Seine jüngeren Schwestern waren die Malerin Louise Elisabeth (1876–1945) und Helene Margarete (* 1881), verheiratet mit dem Schweriner Ministerialdirektor Paul Ehmig. Er besuchte die Gymnasien in Chemnitz und Grimma. Im Anschluss absolvierte er einen einjährigen Militärdienst und begann dann ein Studium der Architektur an der Technischen Hochschule Dresden, das er als Regierungsbauführer abschloss. Hier interessierte er sich auch für Baugeschichte. Während seines Studiums wurde er 1894 Mitglied der Sängerschaft Erato Dresden. Von 1898 bis 1903 war er als Mitarbeiter Robert Koldeweys bei den Ausgrabungen in Babylon tätig, wo er zeitweise die Grabungsleitung innehatte. Von 1903 bis 1914 grub er, finanziert durch die Deutsche Orient-Gesellschaft, unter anderem zusammen mit Julius Jordan in der ersten Hauptstadt des Assyrerreiches Assur. Andrae nahm auch an weiteren Ausgrabungen in Vorderasien teil, etwa der des späthethitischen Zincirli.
Im Jahr 1908 reiste er nach Deutschland, um seine Promotion an der Technischen Hochschule Dresden abzuschließen und den Proben und der Erstaufführung der Pantomime Sardanapal in Berlin beizuwohnen, die der orientbegeisterte Kaiser Wilhelm II. in Auftrag gegeben und für die Andrae die Bühnenbilder entworfen hatte.
Nach seiner Rückkehr vom Euphrat 1914 heiratete Andrae, wurde zum Kriegsdienst einberufen und in den Stab des Feldmarschalls von der Goltz in den Vorderen Orient abgeordnet. 1921 wurde er als Nachfolger Robert Koldeweys Kustos der Vorderasiatischen Abteilung der Berliner Museen und erhielt 1923 eine außerplanmäßige Professur an der Technischen Hochschule Berlin. 1926 gelang es ihm, in Portugal die im Ersten Weltkrieg auf ihrem Weg übers Mittelmeer beschlagnahmten Funde von Assur auszulösen; im selben Jahr erreichte er den Abtransport der Funde in Babylon, die Koldewey 1917 dort hatte zurücklassen müssen.
1928 wurde Walter Andrae zum Direktor der Vorderasiatischen Abteilung der Berliner Museen ernannt. 1930 eröffnete er die dort neu eingerichteten Babylon-Säle. In der NS-Zeit war er Mitglied der SA und im RDB. 1946 wurde er als Ordinarius für Baugeschichte und Bauaufnahme an die Technische Hochschule Berlin berufen. 1952 wurde er emeritiert und ging bei den Museen in Pension. Am 28. Juli 1956 starb er in Berlin.
Von besonderer Bedeutung sind Andraes Werke Das wiedererstandene Assur sowie seine Autobiografie Lebenserinnerungen eines Ausgräbers. Walter Andrae hinterließ zudem zahlreiche Zeichnungen und Aquarelle, neben den Bühnenbildentwürfen auch Darstellungen orientalischer Landschaften und Personen sowie Rekonstruktionszeichnungen der Anlagen von Babylon. Ein von ihm geführtes Gästebuch der Grabungsstätte in Babylon weist ihn als talentierten Karikaturisten und Erfinder von Bildergeschichten aus.
1953 wurde er mit dem Großen Verdienstkreuz des Verdienstordens der Bundesrepublik Deutschland ausgezeichnet.

## Veröffentlichungen (Auswahl)
- Hatra. Nach Aufnahmen der Assur-Expedition der Deutschen Orient-Gesellschaft. In zwei Teilbänden: Allgemeine Beschreibung der Ruinen und Einzelbeschreibung der Ruinen (= Wissenschaftliche Veröffentlichungen der Deutschen Orientgesellschaft. Band 9 und 21), J. C. Hinrichs, Leipzig 1908–1912
  - Neudruck: Biblio, Bissendorf 1984, ISBN 3-7648-1808-5 (Teilband 1); 1975, ISBN 3-7648-1809-3 (Teilband 2).
- Der Anu-Adad-Tempel in Assur (= Ausgrabungen der Deutschen Orient-Gesellschaft in Assur. Band A 1). J. C. Hinrichs, Leipzig 1909 (= Wissenschaftliche Veröffentlichung der Deutschen Orient-Gesellschaft. Band 10).
  - Neudruck: Biblio, Bissendorf 1984, ISBN 3-7648-1805-0.
- Die Festungswerke von Assur (= Ausgrabungen der Deutschen Orient-Gesellschaft in Assur. Band A 2). 2 Bände. J. C. Hinrichs, Leipzig 1913 (= Wissenschaftliche Veröffentlichung der Deutschen Orient-Gesellschaft. Band 23).
  - Neudruck: Zeller, Osnabrück 1974, ISBN 3-7648-1807-7.
- Die Stelenreihen in Assur (= Ausgrabungen der Deutschen Orient-Gesellschaft in Assur. Band A 3). J. C. Hinrichs, Leipzig 1913 (= Wissenschaftliche Veröffentlichung der Deutschen Orient-Gesellschaft. Band 24).
  - Neudruck: Zeller, Osnabrück 1972, ISBN 3-7648-1816-6.
- Die archaischen Ischtar-Tempel in Assur (= Ausgrabungen der Deutschen Orient-Gesellschaft in Assur. Band A 4). J. C. Hinrichs, Leipzig 1922 (= Wissenschaftliche Veröffentlichung der Deutschen Orient-Gesellschaft. Band 39).
  - Neudruck: Zeller, Osnabrück 1970, ISBN 3-7648-1806-9.
- Farbige Keramik aus Assur und ihre Vorstufen in altassyrischen Wandmalereien. Nach Aquarellen von Mitgliedern der Assur-Expedition und nach photographischen Aufnahmen von Originalen im Auftrage der Deutschen Orient-Gesellschaft herausgegeben. Scarabaeus, Berlin 1923.
- Hethitische Inschriften auf Bleistreifen aus Assur. J. C. Hinrichs, Leipzig 1924 (Wissenschaftliche Veröffentlichung der Deutschen Orient-Gesellschaft. Band 46).
  - Neudruck: Zeller, Osnabrück 1968, ISBN 3-7648-1815-8.
- mit Heinrich Schäfer: Die Kunst des Alten Orients (= Propyläen Kunstgeschichte. Band 2). Berlin 1925.
- Kultrelief an dem Brunnen des Assurtempels zu Assur (= Ausgrabungen der Deutschen Orient-Gesellschaft in Assur. Band A 7). J. C. Hinrichs, Leipzig 1931 (= Wissenschaftliche Veröffentlichung der Deutschen Orient-Gesellschaft. Band 53),
  - Neudruck: Zeller, Osnabrück 1969, ISBN 3-7648-1817-4.
- mit Heinz Lenzen: Die Partherstadt Assur (= Ausgrabungen der Deutschen Orientgesellschaft in Assur. Band 8). J. C. Hinrichs, Leipzig 1933 (= Wissenschaftliche Veröffentlichung der Deutschen Orient-Gesellschaft. Band 57).
  - Neudruck: Zeller, Osnabrück 1967.
- Die ionische Säule. Bauform oder Symbol? Verlag für Kunstwissenschaft, Berlin 1933 (= Studien zur Bauforschung. Heft 5).
- Das wiedererstandene Assur. J. C. Hinrichs, Leipzig 1938.
  - 2., durchgesehene und erweiterte Auflage, hrsg. von Barthel Hrouda: C. H. Beck, München 1977, ISBN 3-406-02947-7.
- Alte Festraßen im Nahen Osten. J. C. Hinrichs, Leipzig 1941 (= Sendschrift der Deutschen Orient-Gesellschaft. Band 10)
  - Neuausgabe: Freies Geistesleben, Stuttgart 1964.
- Babylon. Die versunkene Weltstadt und ihr Ausgräber Robert Koldewey. De Gruyter, Berlin 1952.

Postum erschienen:
- Lebenserinnerungen eines Ausgräbers. Herausgegeben von Kurt Bittel und Ernst Heinrich. De Gruyter, Berlin 1961
  - 2. Auflage: Verlag Freies Geistesleben, Stuttgart 1988, ISBN 3-7725-0457-4.